# Résolution 704 du Conseil de sécurité des Nations unies
Membres permanents
- Chine
- États-Unis
- France
- Royaume-Uni
- Russie

Membres non permanents
- Autriche
- Belgique
- Côte d'Ivoire
- Cuba
- Équateur
- Inde
- Roumanie
- Yémen
- Zaïre
- Zimbabwe

Résolution no 703 Résolution no 705
La Résolution 704 est une résolution du Conseil de sécurité de l'ONU qui a été votée le 9 août 1991 et qui recommande à l'Assemblée générale d'admettre comme nouveau membre des Nations unies le pays suivant : les Îles Marshall.

## Contexte historique
Le pays est admis à l'ONU le 17 septembre 1991,.

## Texte
- Résolution 704 Sur fr.wikisource.org
- Résolution 704 Sur en.wikisource.org